# Рекс Неморенсис
Rex Nemorensis (Немийски цар, Царят на Неми, Горски цар) е титла на жрец в Древен Рим. Този жрец е единственият свещенослужител в светилището, посветено на Диана, Егерия и Вирбий, намиращо се в свещената горичка (оттук „Горски цар“) на Диана Немийска край езерото Неми, на около 5 км от древния град Ариция (дн. Арича).
По правило Rex Nemorensis могат да бъдат само избягали (по-късно и освободени) роби, а длъжността може да бъде получена само ако кандидатът за следващ Немийски цар убие предшественика си в единоборство. За целта той трябва да успее да откъсне клонче от свещеното дърво, растящо в светилището и след това да встъпи в двубой с настоящия Горски цар. По тази причина действащия Rex Nemorensis живее в непрекъснат страх за живота си и обикаля денонощно горичката, охранявайки дървото, за да не му се налага да се бори на живот и смърт.
Според древните автори този култ към Немийската Диана води началото си от Орест, който, след като убива царя на Херсонес Таврически, бяга със сестра си Ифигения в Италия, отнасяйки със себе си култовата статуя на Диана (Артемида) Скитска, на която са принасяни човешки жертви. Заселва се в Ариция; след смъртта му костите му са пренесени в Рим и заровени на Капитолийския хълм, а край Неми е поставено началото на култа. Според древните бягството на роба-кандидат за Rex Nemorensis символизира бягството на Орест от Херсон, а двубоят до смърт с настоящия жрец — човешките жертви, принасяни в миналото на богинята. Вярват и че клончето, което кандидатът откъсва, е Златната клонка, която Еней откъсва по съвета на Сибила, преди да слезе в царството на мъртвите.
Не е ясно точно докога просъществува този култ. Известно е, че по времето на управлението си, император Калигула решава, че действащия жрец твърде дълго се е задържал на поста си и наема човек да го убие. Въпреки това той построява в езерото два големи големи антични кораба, т.нар. Кораби Неми. Гръцки пътешественик, минал край Неми по времето на Антонините (96 – 102 г.), отбелязва, че обичаят все още съществува и жрец става победителят в двубоя.